# Mount Trott
Mount Trott ist ein gratiger, zerklüfteter und sägezahnförmiger Berg der Prince Charles Mountains im ostantarktischen Mac-Robertson-Land. Er ragt 1,5 km nördlich des Mount Bunt auf.
Luftaufnahmen der Australian National Antarctic Research Expeditions aus den Jahren 1956 und 1960 dienten seiner Kartierung. Das Antarctic Names Committee of Australia benannte ihn nach Norman Edward Trott (* 1934), Wetterbeobachter auf der Wilkes-Station im Jahr 1962 sowie 1964 Leiter der Davis-Station.